# Cinkov klorid
Cinkov klorid je sol z molekulsko formulo ZnCl2. Pojavlja se kot beli higroskopni kristali, ki lahko sublimirajo.
Cinkov klorid uporabljajo kot katalizator, za konzerviranje lesa, v industriji barvil in kot talilo pri cinkanju. Je negorljiva snov.
Stik s cinkom in njegovimi raztopinami povzroča hude poškodbe/izjede kože, sluznice in oči. Zaradi resorpcije skozi poškodovana mesta obstaja nevarnost zastrupitve črevesja, ledvic in srca.

## Struktura in lastnosti
Znane so štiri kristalne oblike (polimorfi) ZnCl2 : α, β, γ in δ, in v vsakem primeru so Zn2+ ioni tetraedično usklajeni s štirimi klorovimi ioni.
| Oblika | Simetrija    | Simbol | Skupina | Št  | a (nm) | b (nm) | c (nm)  | Z  | ρ (g/cm3) |
| ------ | ------------ | ------ | ------- | --- | ------ | ------ | ------- | -- | --------- |
| α      | Tetragonalna | tI12   | I42d    | 122 | 0.5398 | 0.5398 | 0.64223 | 4  | 3.00      |
| β      | Tetragonalna | tP6    | P42/nmc | 137 | 0.3696 | 0.3696 | 1.071   | 2  | 3.09      |
| γ      | Monoklinska  | mP36   | P21c    | 14  | 0.654  | 1.131  | 1.23328 | 12 | 2.98      |
| δ      | Ortorombska  | oP12   | Pna21   | 33  | 0.6125 | 0.6443 | 0.7693  | 4  | 2.98      |

Tu so a, b in c mrežne konstante, Z je število strukturnih enot na enoto celic in ρ je gostota izračunana iz strukturnih parametrov. Ob izpostavljenosti atmosferi se čista suha ortorombska oblika (δ) hitro spreminja v eno od drugih oblik. Možna razlaga je, da OH− ioni, ki izvirajo iz absorbirane vode, olajšajo preureditve.
Hitro ohlajanje stopljenega ZnCl2 nam da trdno amorfno steklo. Kovalenten značaj suhega materiala je indiciran z relativno nizkim tališčem 275 °C. Nadaljnji dokaz za kovalentnost je visoka topnost diklorida v eteričnih topilih, kjer se formirajo vezi s formulo ZnCl2L2, pri čemer je L = vez, kot je O(C2H5)2. V plinski fazi so molekule ZnCl2 linearne z dolžino vezi 205 pm. Stopljeni ZnCl2 ima visoko viskoznost pri točki tališča in nizko električno prevodnost, ki se zelo poveča z višanjem temperature.

### Hidrati
Poznanih je pet hidratov cinkovega klorida ZnCl2(H2O)n, kjer je n = 1, 1.5, 2.5, 3 in 4. Tetrahidrat ZnCl2(H2O)4 kristalizira iz vodne raztopine cinkovega klorida.

## Priprava in čiščenje
Nehidriran ZnCl2 lahko pripravimo iz cinka in hidrogen klorida.
Zn(s) + 2 HCl → ZnCl2 + H2(g)
Hidrirane oblike in vodne raztopine lahko zlahka pripravimo z obdelavo Zn s klorovodikovo kislino. Cinkov oksid in cinkov sulfid reagirata s HCl:
ZnS(s) + 2 HCl(aq) → ZnCl2(aq) + H2S(g)
V nasprotju z mnogimi drugimi elementi cink v bistvu obstaja v samo eni obliki oksida, 2+ kar zelo poenostavi prečiščevanje klorida.
Komercialni vzorci cinkovega klorida navadno vsebujejo vodo in produkte hidrolize kot nečistoče. Taki vzorci se lahko prečistijo z rekristalizacijo iz vročega dioksana. Brezvodni vzorci se lahko prečistijo s sublimacijo v toku plina vodikovega klorida, ki ji sledi segrevanje sublimata na 400 °C v toku suhega dušika. Najenostavnejša metoda pa je obdelava cinkovega klorida s tionil kloridom.

## Reakcije
Staljen anhidrid ZnCl2 pri 500–700 °C raztaplja cink in pri hitrem ohlajanju taline se formira rumeno diamagnetno steklo, ki vsebuje Zn2+
2 ion. Znano je število soli, ki vsebujejo tetraklorcinkov anion, ZnCl2−
4.  "Caultonov reagent" V2Cl3(thf)6Zn2Cl6 je primer, ki vsebuje soli Zn2Cl2−
6. Spojina Cs3ZnCl5 vsebuje tetraedične ZnCl2−
4 in Cl− anione. Za spojine ni značilno, da vsebujejo ZnCl4−
6 ion.
Medtem ko je cinkov klorid zelo topen v vodi, pa na raztopine ne moremo gledati le kot na raztopljene Zn2+ ione in Cl− ione, prisotne so tudi vrste ZnClxH2O(4−x). Vodne raztopine ZnCl2 so kisle: 6 M vodna raztopina ima pH 1.
Kislost vodne raztopine ZnCl2 relativno gledano na raztopine drugih Zn2+ soli je posledica oblikovanja tetraedičnih klorovodnih sestavov, kjer zmanjšanje koordinacijskega števila iz 6 na 4 še nadalje oslabi O-H vezi v vodnih molekulah raztopine.
V alkalni raztopini v prisotnosti OH− iona so prisotni razni cinkovi hidroksikloridni anioni v raztopini, npr. ZnOH3Cl2−, ZnOH2Cl2−
2, ZnOHCl2−
3, in oborine Zn5OH2Cl3·H2O (simonkolleite).
Ko spuščamo mehurčke amonijaka skozi raztopino cinkovega klorida se ne obarja hidroksid, ampak se tvorijo kompleksne mešanice amonijaka, Zn(NH3)4Cl2 · H2O in v koncentratu ZnCl2(NH3)2.

## Uporaba

### Kot metalurško topilo
Cinkov klorid ima sposobnost, da napada kovinske okside in tvori z njimi derivate z MZnOCl2. Ta reakcija je pomembna za uporabnost ZnCl2 kot topilo za spajkanje — raztaplja oksidirano površino kovine in jo tako očisti. Topila z ZnCl2 kot aktivno sestavino včasih imenujemo "kositrne tekočine". Tipično je to topilo pripravljeno z raztapljanjem cinkove folije v razredčeni klorovodikovi kislini, dokler se ne preneha tvoriti vodik. Zaradi svoje korozivne narave to topilo ni uporabno v primerih, kjer mora na površini ostati nek sloj, kot na primer v elektroniki. Zaradi teh lastnosti se tudi uporablja v proizvodnji magnezijevih cementov za zobne plombe in kot aktivna sestavina v nekaterih ustnih vodah. 

### V organski sintezi
V laboratorijih je cinkov klorid široko uporaben v glavnem kot zmerno močna Lewisova kislina. Lahko je katalizator za Fischerjevo indolno sintezo, kot tudi Friedel-Craftsove acilacijske reakcije vključujoč aktivirane aromatične obroče.
V povezavi z zadnjim je to klasična priprava flourescenčnega barvila iz ftalanhidrida in resorcinola, ki vključuje Friedel-Craftovo acilacijo .  Ta transformacija je bila dejansko dosežena tudi z uporabo hidriranega ZnCl2 (vzorec prikazan na zgornji sliki).
Sama klorovodikova kislina slabo reagira s primarnimi in sekundarnimi alkoholi, toda kombinacija HCl z ZnCl2 (poznana kot "Lucasov reagent") je učinkovita za pripravo alkilnih kloridov. Tipične reakcije potekajo pri 130 °C.
Cinkov klorid aktivira tudi benzil in alil halide v smeri zamenjave s šibkimi nukleofili, kot so alkeni:
Na podoben način ZnCl26 spodbuja selektivno NaBH3CN redukcijo terciarnih, alil ali benzil halidov do ustreznih ogljikovodikov.
Cinkov klorid je tudi koristen začetni reagent za sintezo mnogih organocinkovih reagentov, kot so tisti, uporabljeni v s paladijem kataliziranem Negishijevem spajanju z aril halogenidi ali vinil halogenidi. V takšnih primerih se organocinkovo spojino navadno pripravi s transmetalacijo (organolitij ali Grignardov reagent).